# Diamond Jubilee Concert
Das Diamond Jubilee Concert war ein von Gary Barlow OBE organisierter Konzertabend mit mehr als 50 Künstlern, der am 4. Juni 2012 anlässlich des diamantenen Thronjubiläums (Diamond Jubilee) von Elisabeth II. auf dem Vorplatz des Buckingham Palace in London ausgetragen wurde. Das Konzert war einer der Höhepunkte des Diamond Jubilee Weekend, der Hauptfeierlichkeiten des Jubiläums. Zehn Jahre zuvor hatten wenige hundert Meter entfernt im Garten des Palastes zwei Konzerte anlässlich des Golden Jubilee stattgefunden, die Prom at the Palace und die Party at the Palace. Barlow begründete die Umplatzierung mit der stärkeren Einbindung der Bevölkerung. Über eine halbe Million Zuschauer waren während des Konzertes vor Ort, außerdem wurde es von der BBC und Partnergesellschaften weltweit übertragen.

## Das Konzert
Organisatoren des Konzerts waren die BBC und der Take-That-Sänger Gary Barlow, der bereits zwei Jahre zuvor mit der Planung dieses Ereignisses begann. 10.000 kostenlose Eintrittskarten standen zur Verfügung, um die sich Interessierte zwischen dem 7. Februar und dem 2. März online oder per Post bewerben konnten. Nach Einsendeschluss wurden die Karten verlost. Insgesamt trafen 1,2 Millionen Bewerbungen ein. Für hunderttausende weitere Stehplätze wurde in der zum Palast führenden Allee gesorgt, diese war gesäumt von Flaggen und mehreren Großbildschirmen zur direkten Übertragung des Konzertes.
Das Konzert war Teil der viertägigen Hauptfeierlichkeiten zwischen dem 2. und 5. Juni. Es fand am Montag, den 4. Juni statt, der zu einem arbeitsfreien Tag erklärt worden war. Die Künstler traten auf einer von Mark Fisher entworfenen Bühne mit Baldachin auf, die rund um das Victoria Memorial vor dem Palast errichtet worden war. Für das diamantene Jubiläum hatten Gary Barlow und Andrew Lloyd Webber das Lied Sing komponiert, das erstmals im Rahmen des Konzerts von einem Chor mit Sängern aus verschiedenen Commonwealth-Ländern aufgeführt wurde. Das Komponieren des Liedes war Thema des BBC-Dokumentarfilms Gary Barlow: On Her Majesty’s Service, der am 3. Juni auf BBC One ausgestrahlt wurde.
Vor dem Konzert erhielten die Karteninhaber wie schon beim vorangegangenen Jubiläum die Gelegenheit, im Palastgarten ein Picknick zu sich zu nehmen. Sie erhielten einen Korb mit Esswaren geschenkt, der von Heston Blumenthal und vom königlichen Küchenchef Mark Flanagan zusammengestellt worden war. Die Königin erschien in der zweiten Hälfte des Konzerts, während Prinz Charles, seine Söhne und andere Mitglieder der Königsfamilie dem gesamten Konzert zuschauten; nicht anwesend war Philip, Duke of Edinburgh, der wegen einer Blasenentzündung ins Krankenhaus eingeliefert werden musste.

## Mitwirkende
Folgende Künstler traten auf (Sortierung in der Reihenfolge des Auftritts):
- Robbie Williams – Let Me Entertain You (mit den Trommlern und Trompetern des 2. Battalions der Coldstream Guards)
- Einführung durch Rob Brydon
- will.i.am und Jessie J – I Gotta Feeling / This Is Love
- Jessie J – Domino
- JLS – Everybody in Love / She Makes Me Wanna
- Intermezzo von Miranda Hart
- Gary Barlow und Cheryl Cole – Need You Now (Coverversion des Songs von Lady Antebellum)
- Intermezzo von Lee Mack
- Cliff Richard – Hit-Medley / Congratulations
- Intermezzo von Jimmy Carr
- Lang Lang – Ungarische Rhapsodien / Rhapsody in Blue
- Intermezzo von Miranda Hart
- Alfie Boe – O sole mio / It’s Now or Never
- Intermezzo von Lenny Henry
- Jools Holland und Ruby Turner – You Are So Beautiful
- Intermezzo von Jimmy Carr
- Grace Jones – Slave to the Rhythm
- Intermezzo von Lee Mack und Miranda Hart
- Ed Sheeran – The A Team
- Annie Lennox – There Must Be an Angel
- Intermezzo von Rolf Harris
- Renée Fleming – Un Bel Di Vedremo
- Intermezzo von Rob Brydon
- Tom Jones – Mama Told Me Not to Come / Delilah
- Intermezzo von Lenny Henry (währenddessen Ankunft der Königin)
- Robbie Williams – Mack the Knife
- Intermezzo von Rolf Harris
- Gary Barlow, The Commonwealth Band, Gareth Malone und Military Wives – Sing
- Intermezzo von Rob Brydon (mit einer La-Ola-Welle in The Mall)
- Shirley Bassey – Diamonds Are Forever
- Kylie Minogue – Medley von Spinning Around / Can’t Get You Out of My Head / Step Back in Time / All the Lovers
- Intermezzo von Jimmy Carr
- Alfie Boe und Renée Fleming – Somewhere (auf einem der Palastbalkone vorgetragen)
- Intermezzo von Rob Brydon
- Elton John – I’m Still Standing / Your Song / Crocodile Rock
- Intermezzo von Rolf Harris
- Film mit Szenen der Herrschaft der Königin, musikalisch begleitet durch das BBC Concert Orchestra mit einer Instrumentalversion des U2-Songs Beautiful Day
- Intermezzo von Lenny Henry (währenddessen sang Rolf Harris Two Little Boys)
- Stevie Wonder – Sir Duke / Isn’t She Lovely? / Happy Birthday (mit will.i.am) / Superstition
- Intermezzo von Lee Mack
- Madness – Our House / It Must Be Love (vorgetragen auf dem Palastdach)
- Intermezzo von Peter Kay (als Beefeater verkleidet)
- Paul McCartney – Magical Mystery Tour / All My Loving / Let It Be / Live and Let Die / Ob-La-Di, Ob-La-Da (während des letzten Liedes versammelten sich alle Mitwirkenden auf der Bühne)
- Ansprache von Charles, Prince of Wales
- God Save the Queen – gesungen von allen Mitwirkenden und den Zuschauern
- Großes Finale – die Königin entzündet ein Freudenfeuer, gefolgt von einem Feuerwerk

## Übertragung
Im Vorfeld hatten die Rundfunkgewerkschaften im April 2012 angekündigt, dass sie wegen stockender Lohnverhandlungen mit der BBC ihre Mitglieder über einen Streik am Tag des Konzerts abstimmen lassen würden. Dies führte zu Spekulationen, ob die BBC-Übertragung des Konzerts beeinträchtigt sein würde. Nach erfolgreichem Abschluss der Verhandlungen einen Monat später konnte ein möglicher Streik abgewendet werden.
Das Konzert wurde von BBC One, BBC One HD und BBC Radio 2 übertragen. Der amerikanische Sender ABC zeigte am folgenden Tag sowie am 9. Juni die Höhepunkte der Show. Die Canadian Broadcasting Corporation zeigte das Konzert am 5. Juni, am 8. Juni war es auf BBC Entertainment zu sehen.
Im deutschsprachigen Raum wurde das Konzert live von hr1 in der Sendung „Lounge“ mit Daniella Baumeister und auf SWR3 in der Sendung „Club“ mit Kristian Thees und Matthias Kugler übertragen, die die Veranstaltung selbst kommentierten. Die Fernsehanstalten des MDR, NDR und WDR übertrugen um zwei Stunden zeitverzögert eine Aufzeichnung des Konzertes, hier kommentierte Peter Urban. In Italien sicherte sich RSI LA 2 die Rechte an der Konzertübertragung.